# 브루스 고든

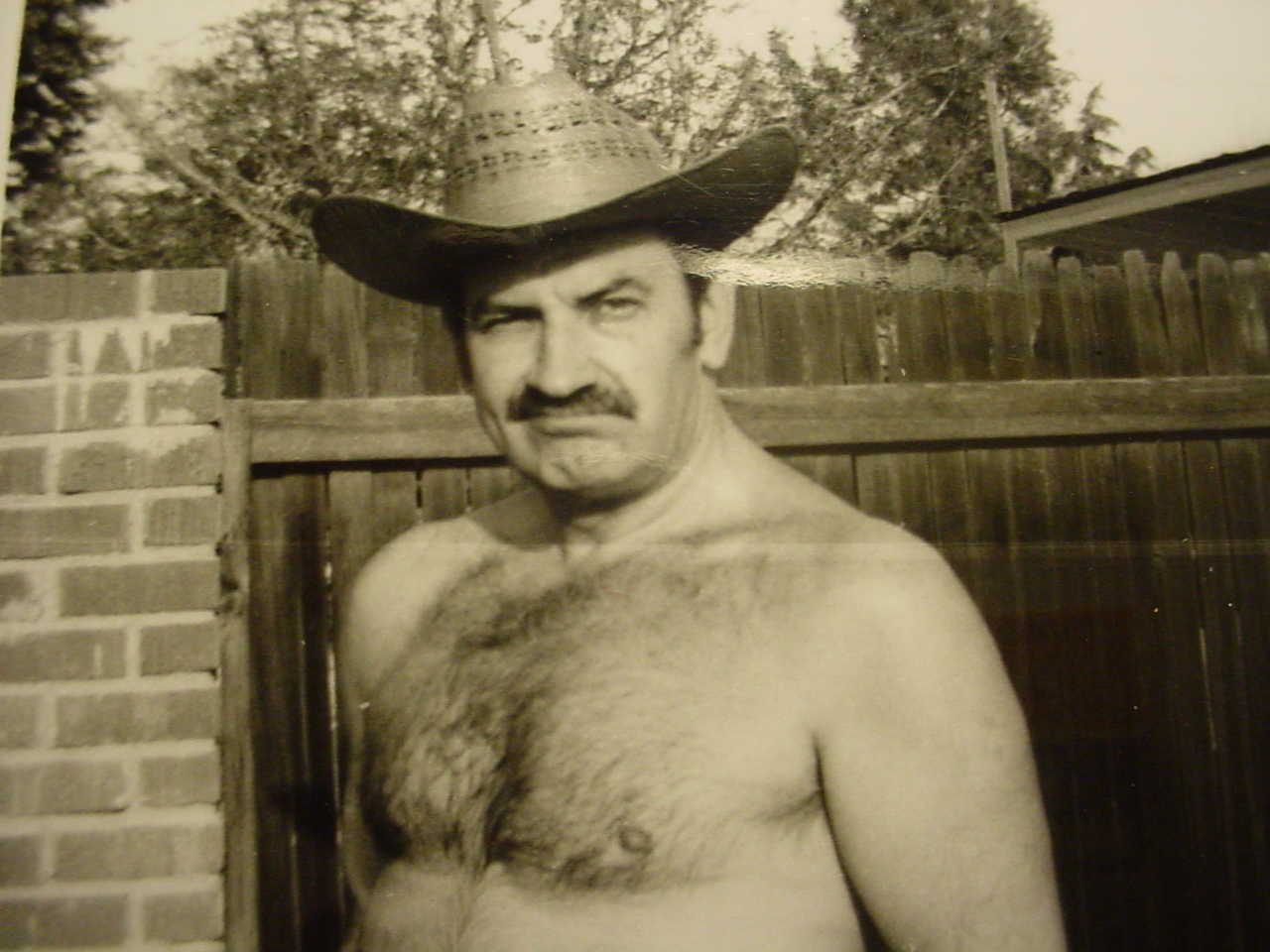

브루스 고든(Bruce Gordon, 1916년 2월 1일 ~ 2011년 1월 20일)은 미국의 텔레비전 배우, 영화배우, 연극 배우이다.
샌타페이에서 사망하였다.

## 영화
- 더 보이즈 - 셔먼 브라더스 스토리 (2009년)
- 식인어파라나 (1978년) - 왁스맨 역
- 제12순찰대 (1968년)
- 타잔 - 론 엘리 편 4 (1968년)
- 런던 타워 (1962년)
- 추격 (1959년)
- 보난자 (1959년)
- 서부의 파라딘 (1957년)
- 페리 메이슨 (1957년)
- 딜론 보안관 (1955년)
- 러브 해피 (1949년)
- 스튜디오 원 (1948년)
- 사막의 먼지 (1927년)
- 블레이징 데이즈 (1927년)
- 달의 첫 인간 (1919년)